# Cynanchum rauhianum
Cynanchum rauhianum är en oleanderväxtart som beskrevs av Descoings. Cynanchum rauhianum ingår i släktet Cynanchum och familjen oleanderväxter. Inga underarter finns listade i Catalogue of Life.